# Kadir Bekmezci
Kadir Bekmezci (Genk, 5 luglio 1985) è un calciatore turco, centrocampista o difensore del Devrek Belediye.

## Caratteristiche tecniche
Mediano, può giocare come interno di centrocampo o difensore centrale.

## Carriera

### Club
Vanta 2 presenze in Europa League.